# Тэнъэй (нэнго)
Тэнъэй (яп. 天永 тэнъэй) — девиз правления (нэнго) японского императора Тоба, использовавшийся с 1110 по 1113 год .

## Продолжительность
Начало и конец эры:
- 13-й день 7-й луны 3-го года Тэннин (по юлианскому календарю — 31 июля 1110);
- 13-й день 7-й луны 4-го года Тэнъэй (по юлианскому календарю — 25 августа 1113).

## Происхождение
Название нэнго было заимствовано из классического древнекитайского сочинения Шу цзин:「欲王以小民受天永命」.

## События
- 1109 год (5-я луна 1-го года Тэнъэй) — император Тоба посетил храм Хоссё-дзи и пожертвовал буддийские рукописи синей бумаги с золотыми иероглифами[6];
- 1110 год (6-я луна 1-го года Тэнъэй) — сгорел храм Мии-дэра, во второй раз после 1081 года[7];

## Сравнительная таблица
Ниже представлена таблица соответствия японского традиционного и европейского летосчисления. В скобках к номеру года японской эры указано название соответствующего года из 60-летнего цикла китайской системы гань-чжи. Японские месяцы традиционно названы лунами.
| 1-й год Тэнъэй (Металлический Тигр)   | 1-я луна        | 2-я луна*  | 3-я луна  | 4-я луна               | 5-я луна* | 6-я луна | 7-я луна* | 7-я луна (високосная) | 8-я луна*   | 9-я луна   | 10-я луна* | 11-я луна     | 12-я луна*     |
| ------------------------------------- | --------------- | ---------- | --------- | ---------------------- | --------- | -------- | --------- | --------------------- | ----------- | ---------- | ---------- | ------------- | -------------- |
| Юлианский календарь                   | 22 января 1110  | 21 февраля | 22 марта  | 21 апреля              | 21 мая    | 19 июня  | 19 июля   | 17 августа            | 16 сентября | 15 октября | 14 ноября  | 13 декабря    | 12 января 1111 |
| 2-й год Тэнъэй (Металлический Кролик) | 1-я луна        | 2-я луна*  | 3-я луна  | 4-я луна*              | 5-я луна  | 6-я луна | 7-я луна* | 8-я луна              | 9-я луна*   | 10-я луна  | 11-я луна* | 12-я луна     |                |
| Юлианский календарь                   | 10 февраля 1111 | 12 марта   | 10 апреля | 10 мая                 | 8 июня    | 8 июля   | 7 августа | 5 сентября            | 5 октября   | 3 ноября   | 3 декабря  | 1 января 1112 |                |
| 3-й год Тэнъэй (Водяной Дракон)       | 1-я луна*       | 2-я луна   | 3-я луна* | 4-я луна               | 5-я луна* | 6-я луна | 7-я луна* | 8-я луна              | 9-я луна    | 10-я луна* | 11-я луна  | 12-я луна     |                |
| Юлианский календарь                   | 31 января 1112  | 29 февраля | 30 марта  | 28 апреля              | 28 мая    | 26 июня  | 26 июля   | 24 августа            | 23 сентября | 23 октября | 21 ноября  | 21 декабря    |                |
| 4-й год Тэнъэй (Водяная Змея)         | 1-я луна*       | 2-я луна*  | 3-я луна  | 3-я луна* (високосная) | 4-я луна* | 5-я луна | 6-я луна* | 7-я луна              | 8-я луна    | 9-я луна   | 10-я луна* | 11-я луна     | 12-я луна      |
| Юлианский календарь                   | 20 января 1113  | 18 февраля | 19 марта  | 18 апреля              | 17 мая    | 15 июня  | 15 июля   | 13 августа            | 12 сентября | 12 октября | 11 ноября  | 10 декабря    | 9 января 1114  |

* звёздочкой отмечены короткие месяцы (луны) продолжительностью 29 дней. Остальные месяцы длятся 30 дней.